# 10 самых разыскиваемых преступников мира
Десять самых разыскиваемых преступников мира — список, публикуемый медиа-компанией Forbes. Список содержит имена десяти преступников, которых Forbes выбирает с помощью международных правоохранительных органов. Список был впервые опубликован в апреле 2008 года. Впоследствии, в августе 2008, Forbes опубликовал новый список, который сосредоточился исключительно на преступлениях белых воротничков: 10 самых разыскиваемых белых воротничков. Список был обновлён в 2011 после убийства Усамы бен Ладена.

## Список

### 2008[1]
1. Усама бен Ладен
2. Хоакин Гусман Лоэра
3. Алимжан Турсунович Тохтахунов
4. Давуд Ибрагим
5. Маттео Мессина Денаро
6. Фелисье́н Кабу́га
7. Мануэль Маруланда Велес
8. Джозеф Кони
9. Джеймс Уайти Балджер
10. Омид Тахвили

### 2011
1. Хоакин Гусман Лоэра — мексиканский наркобарон, лидер картеля Синалоа.
2. Айман аз-Завахири — египетский лидер Аль-Каиды после убийства Усамы бен Ладена.
3. Давуд Ибрагим — индийский лидер криминальной организации D-Company.
4. Семён Юдкович Могилевич — один из лидеров ОПГ «солнцевские», являющийся гражданином России, Венгрии и Израиля.
5. Насир аль-Вухаиши — йеменский лидер Аль-Каиды
6. Маттео Мессина Денаро — сицилийский мафиозо.
7. Алимжан Турсунович Тохтахунов — один из крупнейших криминальных авторитетов России.
8. Фелисьен Кабуга — руандский бизнесмен, участвовал в организации финансировании в 1994 году геноцида в Руанде.
9. Кони, Джозеф — угандский предводитель Армии сопротивления Господа.
10. Доку Умаров — чеченский полевой командир, основатель террористической организации Имарат Кавказ.